# پنگ (آلبوم)
پنگ (به انگلیسی: Pang) نخستین آلبوم استودیویی از خواننده-ترانه‌پرداز و تهیه‌کنندهٔ آمریکایی کارولین پولاچک می‌باشد که تحت نام خودش منتشر شده‌است. این آلبوم در ۱۸ اکتبر سال ۲۰۱۹ از سوی سونی میوزیک، اورچرد و ناشر پولاچک که پرپچوال ناویس نام دارد، منتشر گردید.

## آلبوم ریمیکس
ایستاده جلوی دروازه: کلکسیون ریمیکس (به انگلیسی: Standing at the Gate: Remix Collection) آلبوم ریمیکسی از خواننده-ترانه‌پرداز و تهیه‌کنندهٔ آمریکایی کارولین پولاچک می‌باشد که در ۱۶ آوریل سال ۲۰۲۱ از سوی ناشر پولاچک که پرپچوال ناویس نام دارد به‌طور انحصاری برای وینیل منتشر گردید. در این آلبوم نسخه‌های بازسازی‌شده از ترانه‌های آلبوم استودیویی وی تحت عنوان پنگ (۲۰۱۹) به‌علاوه کاور ترانهٔ «نفس‌گیر» اثر کرز قرار دارند.